# Kamica nerkowa
Kamica nerkowa (moczowa) (łac. nephrolithiasis, urolithiasis) – choroba polegająca na powstawaniu złogów (tzw. „kamieni”) w nerkach lub drogach moczowych na skutek wytrącania się związków chemicznych stanowiących prawidłowe lub patologiczne składniki obecne w moczu.
Kamica moczowa występuje u 1-2% populacji z przewagą płci męskiej. Szczyt zachorowalności przypada między 3. i 5. dekadą życia.

## Etiopatogeneza
Proces wytrącania się złogów w drogach moczowych jest najczęściej wynikiem nałożenia się szeregu czynników. Najważniejszym jest koncentracja w moczu składnika, który występuje w nim w warunkach zdrowia lub pojawia się jako skutek schorzeń lub zdarzeń patologicznych.

Powstawanie i powiększanie się złogów przyspiesza niekorzystny odczyn moczu (zbyt kwaśny lub zasadowy). Dodatkowo na formowanie się złogów mają istotny wpływ:
zastój i/lub zakażenie moczu, niedobór w moczu substancji przeciwdziałających kamicy oraz występowanie w moczu organicznych jąder krystalizacji.
Do najczęściej występujących zaburzeń metabolicznych, które mogą sprzyjać tworzeniu złogów w drogach moczowych należą:
- hiperkalciuria
- hiperoksaluria
- hiperfosfaturia
- hiperurykozuria
- hipomagnezuria
- cystynuria
- hipocitraturia.

Tworzeniu się kamieni sprzyja zastój moczu oraz obecność w nim, np. złuszczonych nabłonków, wokół których wykrystalizowują się sole. Wytrącaniu się soli sprzyja również zagęszczony mocz powstający w wyniku przyjmowania zbyt małej ilości płynów lub obecności w organizmie siarki lub metali ciężkich takich jak ołów.

### Skład złogów
- fosforanowo-wapniowe
- szczawianowo-wapniowe
- moczanowe (kwas moczowy) – tzw. kamienie bezcieniowe, niewidoczne w badaniu RTG
- cystynowe
- struwitowe – powstające w przebiegu przewlekłych zakażeń układu moczowego bakteriami wytwarzającymi ureazę (czyli rozkładającymi mocznik) takimi jak Proteus, Pseudomonas, Serratia.

### Lokalizacja złogów
- kamica nerkowa
- kamica moczowodowa
- kamica pęcherza moczowego
- kamica wielomiejscowa

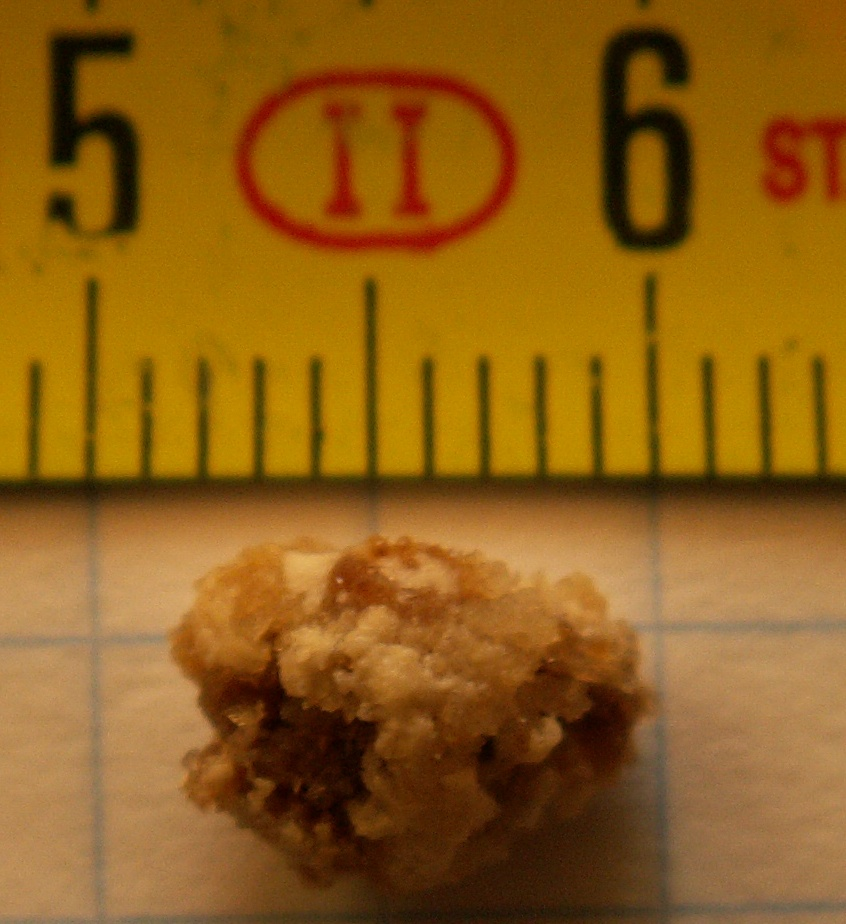
Kamień nerkowy o średnicy 8 mm
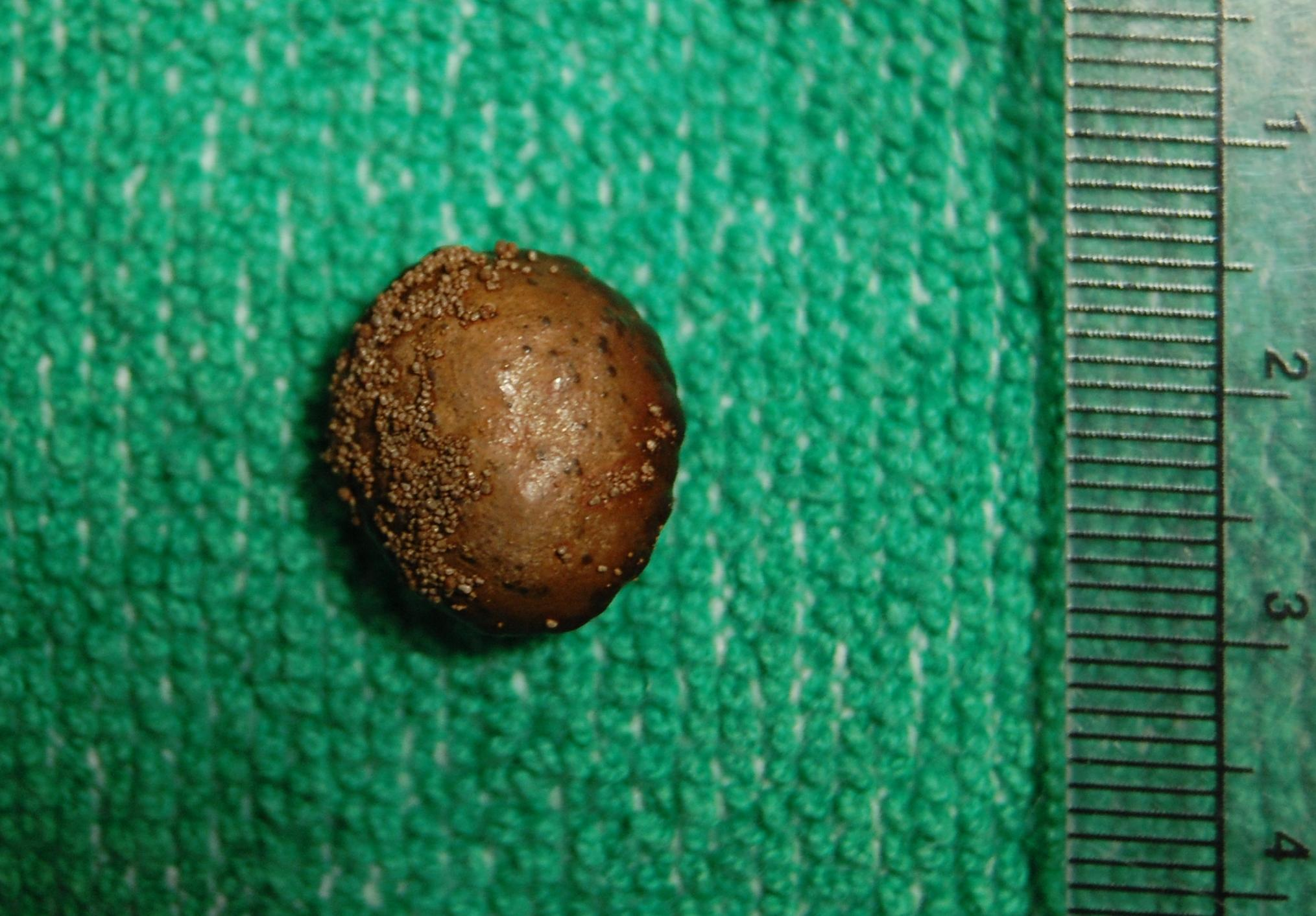
Kamień nerkowy przypadkowo znaleziony w uchyłku pęcherza moczowego przy prostatektomii
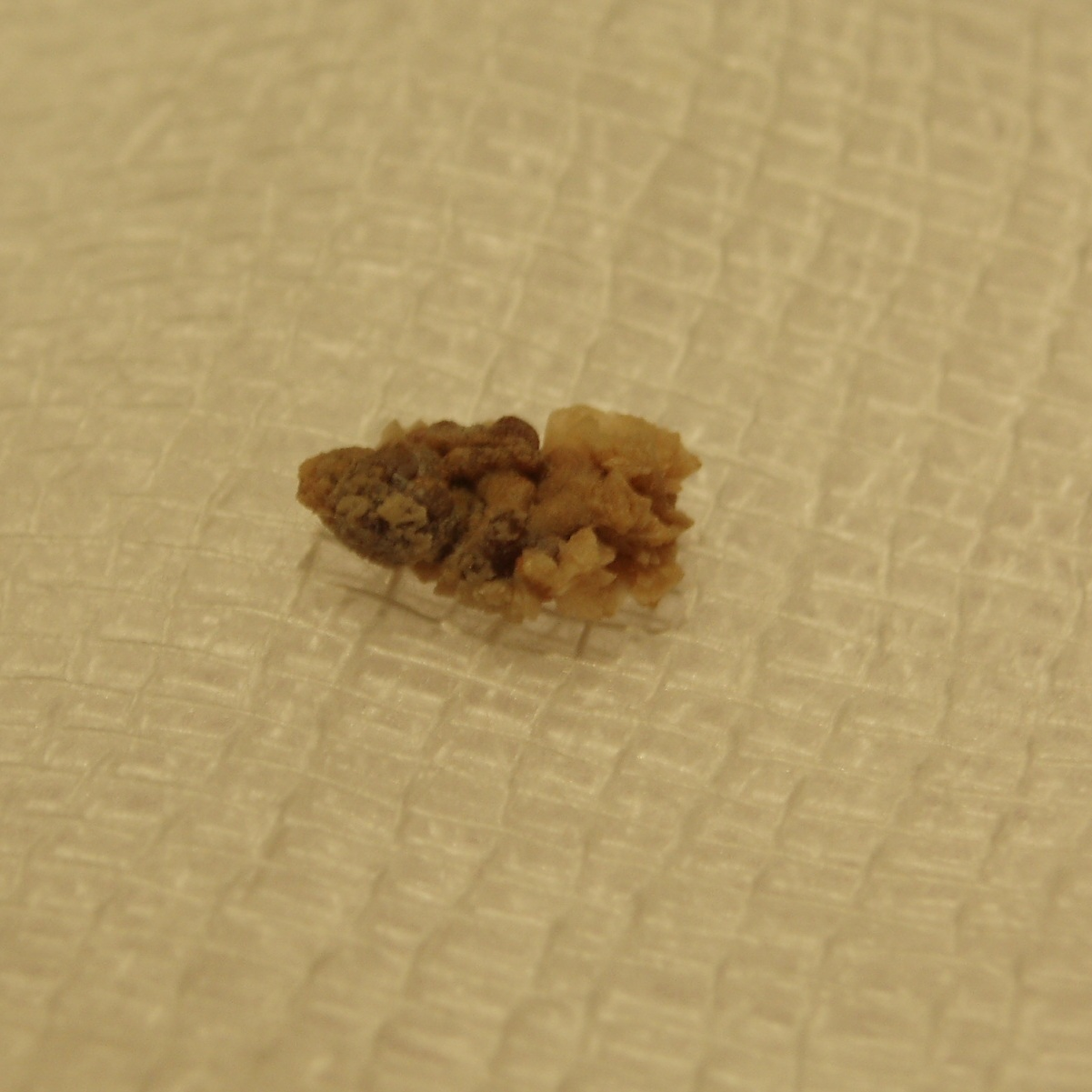
Kamień szczawianowo-wapniowy o długości 7 mm. Wydalony naturalnie

## Objawy kamicy nerkowej

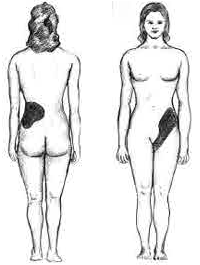
Charakterystyczna lokalizacja bólu w kamicy nerkowej

Przez pewien czas choroba może przebiegać bez- lub skąpoobjawowo. Niekiedy bardzo drobne złogi mogą zostać wydalone w sposób bezbólowy. Często pierwszą manifestacją kamicy moczowej jest napad kolki nerkowej. Symptomatologia choroby jest zróżnicowana:
- ból o charakterze kolkowym (przerywany) okolicy lędźwiowej, czasem promieniujący do pachwiny, warg sromowych lub jąder,
- nudności lub wymioty,
- dyskomfort w jamie brzusznej, czasami objawy dyspeptyczne,
- krwiomocz, objawy dysuryczne,
- objawy ogólne: podwyższona temperatura ciała, osłabienie, uczucie rozbicia,
- zakażenie dróg moczowych (jako powikłanie kamicy).

## Rozpoznanie
- przeglądowe RTG jamy brzusznej
- urografia
- USG jamy brzusznej
- TK jamy brzusznej i miednicy małej bez podania środka kontrastowego

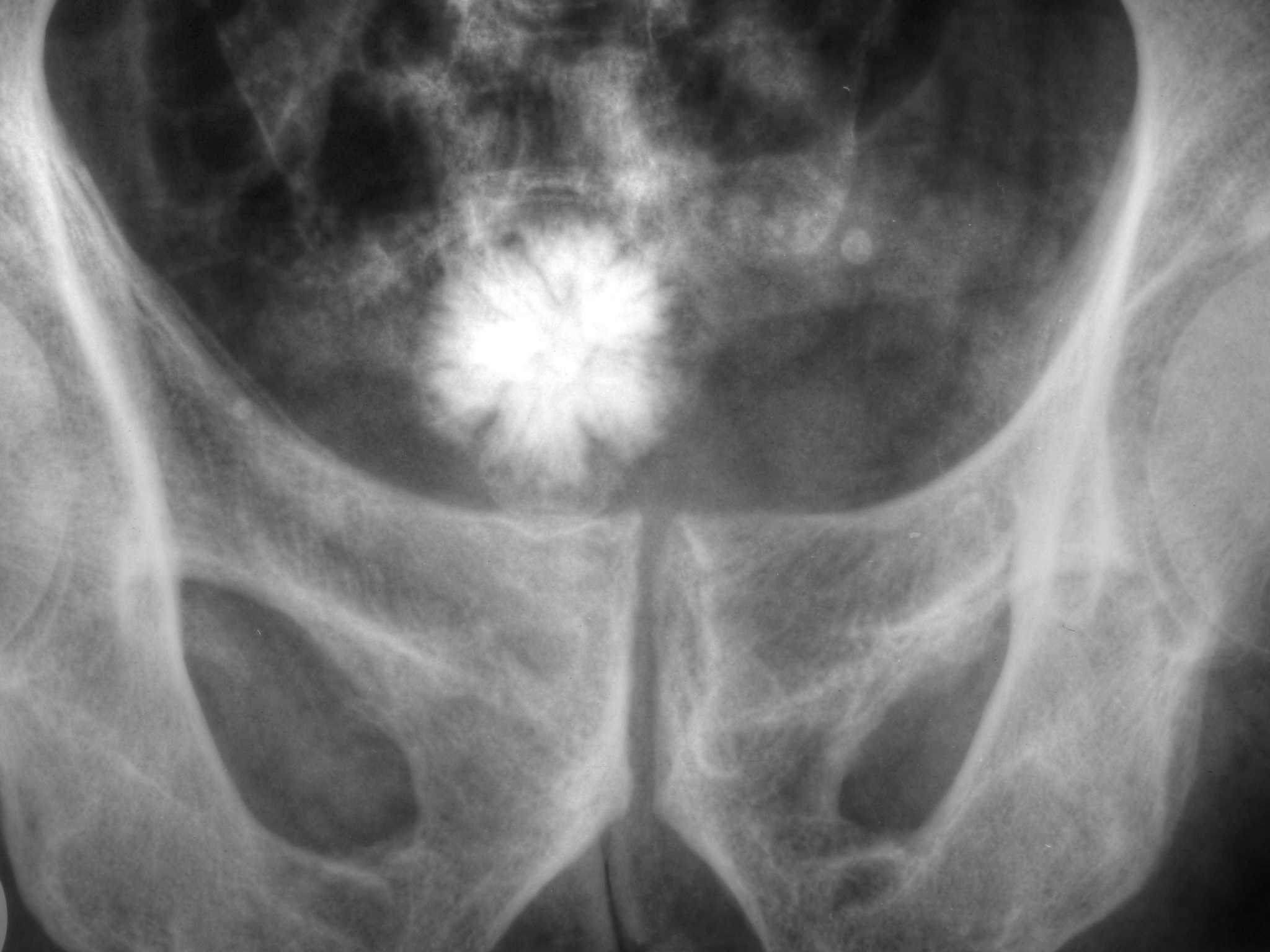
Urolit widoczny na zdjęciu rentgenowskim miednicy
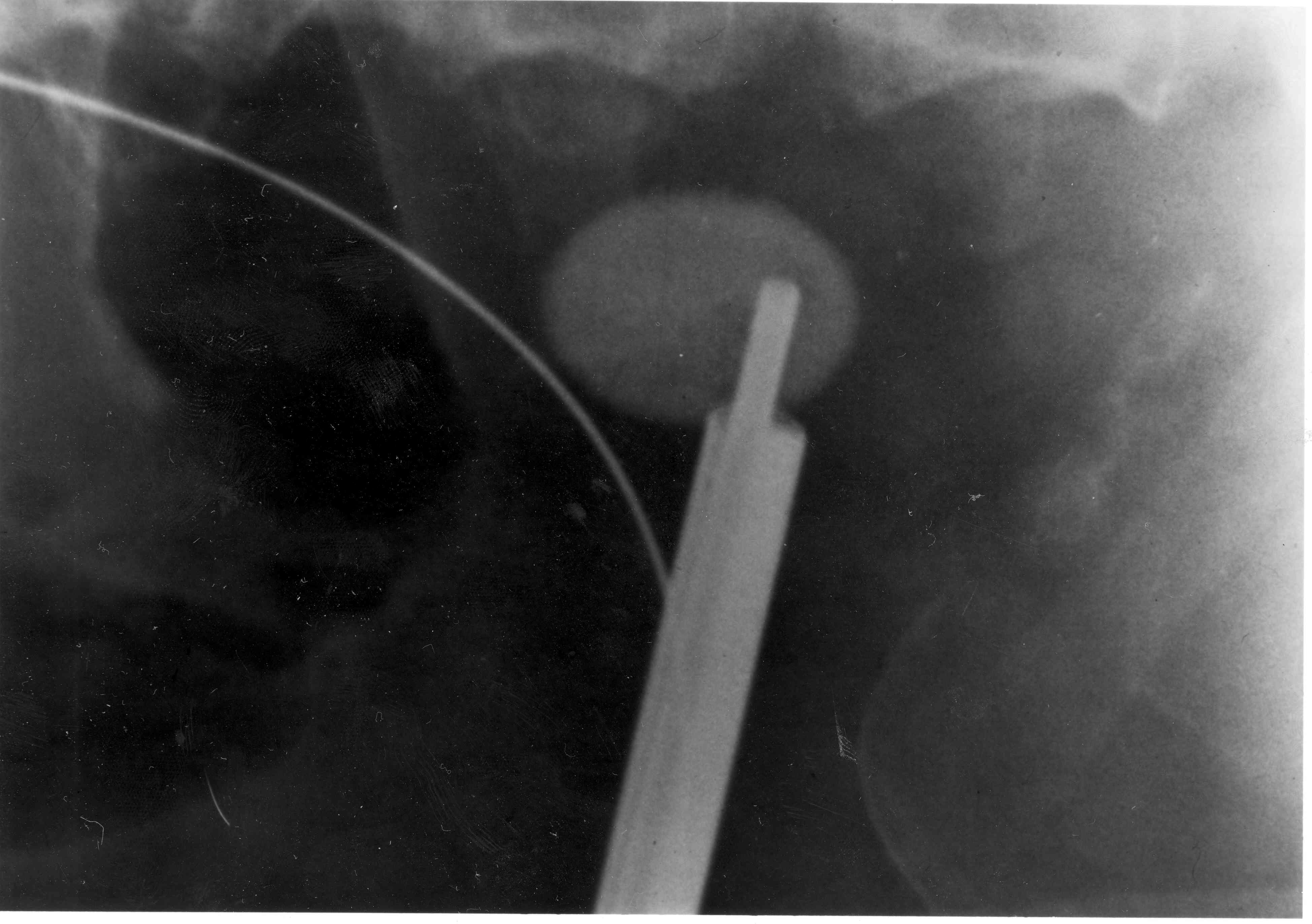
Kamień nerkowy przy końcu urządzenia ultrasonograficznego
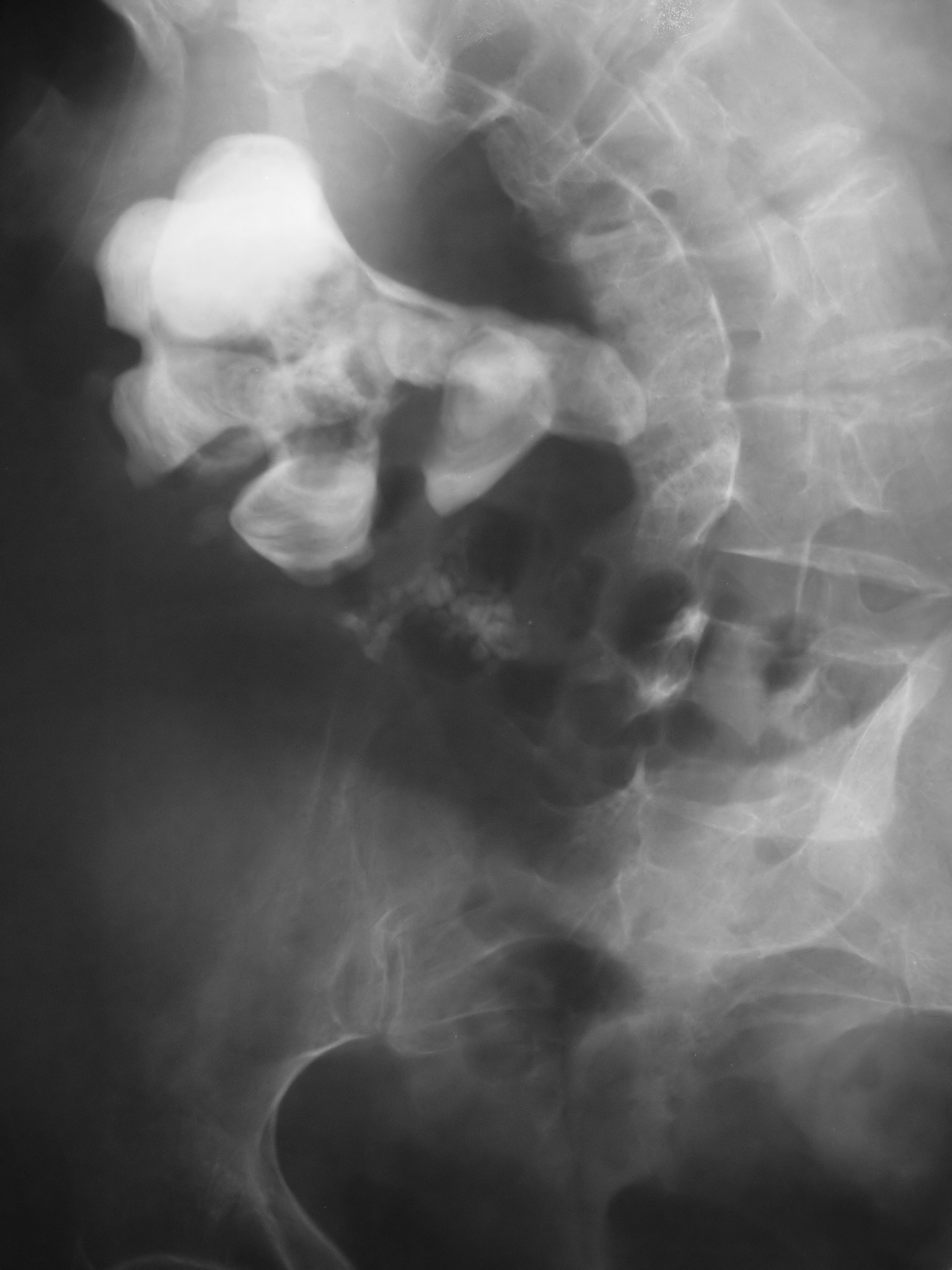
Kamień struwitowy
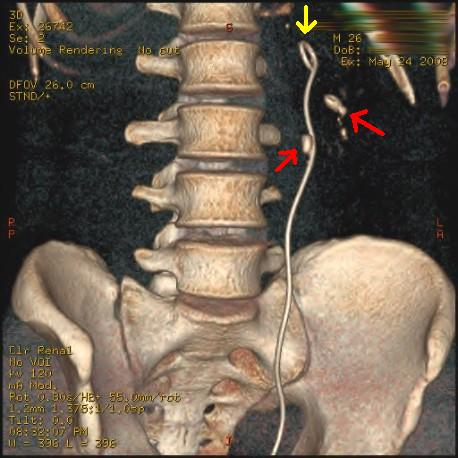
Tomografia komputerowa jamy brzusznej – rekonstrukcja 3D. Stent w lewym moczowodzie (żółta strzałka). Kamień zlokalizowany w miedniczce lewej nerki (górna czerwona strzałka) oraz kamień zlokalizowany w lewym moczowodzie poza stentem (dolna czerwona strzałka)

## Leczenie kamicy nerkowej
Podstawowe znaczenie w trakcie napadu kolki ma podanie leków przeciwbólowych (w wypadku silnych dolegliwości włącznie z opioidami: tramadolem, petydyną i morfiną) i rozkurczowych. W łagodzeniu objawów pomaga też nawodnienie, stymulacja diurezy oraz postępowanie ogólne mające na celu uspokojenie chorego (np. ciepła kąpiel).
Bezpośrednim celem leczenia jest usunięcie złogu (kamienia). Często jest możliwa samoistna ewakuacja złogu poprzez drogi moczowe (w 70%), ale tylko w wypadku kamieni niewielkich rozmiarów, tj. mniejszych niż 5–7 mm.

### Metody lecznicze wykorzystywane w leczeniu kamicy moczowej

#### Litotrypsjapozaustrojowa (ang. ESWL –ExtracorporealShockWaveLithotripsy)
Litotrypsja pozaustrojowa polega na wykorzystaniu urządzeń generujących pozaustrojowo fale ultradźwiękowe prowadzące do rozkruszenia złogów i wydalenia ich przez drogi moczowe.

#### Metody endoskopowe
- Przezskórna nefrolitotrypsja (ang. PCNL – percutaneous nephrolithotripsy) – za pomocą nefroskopu (rodzaj endoskopu) wprowadzonego bezpośrednio do układu kielichowo-miedniczkowego usuwa się złóg w całości lub po rozkruszeniu.
- Ureterorenoskopia (ang. URS – uretherorenoscopic lithotripsy) – zabieg z użyciem specjalnego endoskopu, który zostaje wprowadzony drogą cewki moczowej, pęcherza moczowego i moczowodu.
- RIRS (retrograde intrarenal surgery) -  małoinwazyjny zabieg, polegający na endoskopowym usuwaniu kamieni z układu kielichowo-miedniczkowego nerki. Stosuje się go w przypadku złogów od 0,5 do 2,5 cm. Giętka końcówka tego endoskopu pozwala na dotarcie do każdego miejsca w nerce i identyfikację złogu, a następnie skruszenie go przy pomocy energii generowanej przez laser holmowy.  Zabieg wykonywany jest w znieczuleniu ogólnym pod kontrolą RTG. Jego czas trwania uzależniony jest od wielkości i twardości kamienia.

#### Klasyczne leczenie operacyjne
Są to klasyczne zabiegi chirurgiczne z otwarciem jam ciała; tego typu leczenie stosuje się głównie u chorych z silnymi nawracającymi dolegliwościami, powikłaniami kamicy (zastój moczu, zakażenia dróg moczowych) oraz dużymi złogami.

## Profilaktyka nawrotów kamicy nerkowej
U chorych z nawrotową kamicą moczową należy określić ryzyko nawrotu i zastosować odpowiednie postępowanie diagnostyczno-lecznicze, mogące zapobiegać następnym nawrotom lub prowadzić do rozpuszczenia istniejących złogów. Podstawowe znaczenie dla wdrożenia skutecznego postępowania prewencyjnego ma analiza składu kamienia oraz ocena metaboliczna, polegająca na sprawdzeniu diety oraz wykonaniu badań moczu i surowicy krwi w celu wykrycia czynników prowadzących do powstawania złogów w drogach moczowych.
Istotne znaczenie w ustaleniu przyczyny kamicy nerkowej i wdrożenia postępowania zapobiegającego ponownemu tworzeniu się złogów w drogach moczowych ma badanie moczu z 24-godzinnej zbiórki moczu.
Do nawrotów kamicy moczowej predestynują: zapalne choroby jelit, zakażenia dróg moczowych, niektóre leki.

## Klasyfikacja ICD10
| kod ICD10     | nazwa choroby                                                           |
| ------------- | ----------------------------------------------------------------------- |
| ICD-10: N20   | Kamica nerki i moczowodu                                                |
| ICD-10: N20.0 | Kamica nerki                                                            |
| ICD-10: N20.1 | Kamica moczowodu                                                        |
| ICD-10: N20.2 | Kamica nerki z kamicą moczowodu                                         |
| ICD-10: N20.9 | Kamica moczowa, nieokreślona                                            |
| ICD-10: N21   | Kamica dolnych dróg moczowych                                           |
| ICD-10: N21.0 | Kamica pęcherza moczowego                                               |
| ICD-10: N21.1 | Kamień cewki moczowej                                                   |
| ICD-10: N21.8 | Inny kamień dolnych dróg moczowych                                      |
| ICD-10: N21.9 | Kamica dolnych dróg moczowych, nieokreślona                             |
| ICD-10: N22   | Kamica dróg moczowych w chorobach sklasyfikowanych gdzie indziej        |
| ICD-10: N22.0 | Kamica moczowa w schistosomatozie                                       |
| ICD-10: N22.8 | Kamica dróg moczowych w innych chorobach sklasyfikowanych gdzie indziej |
| ICD-10: N23   | Nieokreślona kolka nerkowa                                              |